# Polyceratocarpus pellegrinii
Polyceratocarpus pellegrinii är en kirimojaväxtart som beskrevs av Le Thomas. Polyceratocarpus pellegrinii ingår i släktet Polyceratocarpus och familjen kirimojaväxter. Inga underarter finns listade i Catalogue of Life.